# Fürstengalerie Dresden
Die Fürstengalerie ist ein etwa 40 Meter langer Raum im ersten Obergeschoss des Dresdner Residenzschlosses.
Die im August 2010 eröffnete Galerie zeigt gemalte Porträts der einst im Schloss residierenden sächsischen Kurfürsten und Bildnisbüsten der sächsischen Könige aus dem Haus Wettin, Albertinische Linie. Die Reihe beginnt mit Kurfürst Moritz (1521–1553), welchem Kaiser Karl V. 1547 die Kurwürde verlieh, und endet mit dem letzten König Friedrich August III. (1865–1932), der 1918 abdankte. 
Die Werke sind Arbeiten von Heinrich Göding, Zacharias Wehme, Louis de Silvestre, Graf  Pietro Rotari (Werkstatt) und Ernst Rietschel und stammen aus den Beständen der Staatlichen Kunstsammlungen Dresden. 
Die Galerie dient als Verbindungsraum zwischen dem Eingang zum Neuen Grünen Gewölbe und der Englischen Treppe, die den Ausstellungsbereich im Ostflügel des Schlosses erschließt. 

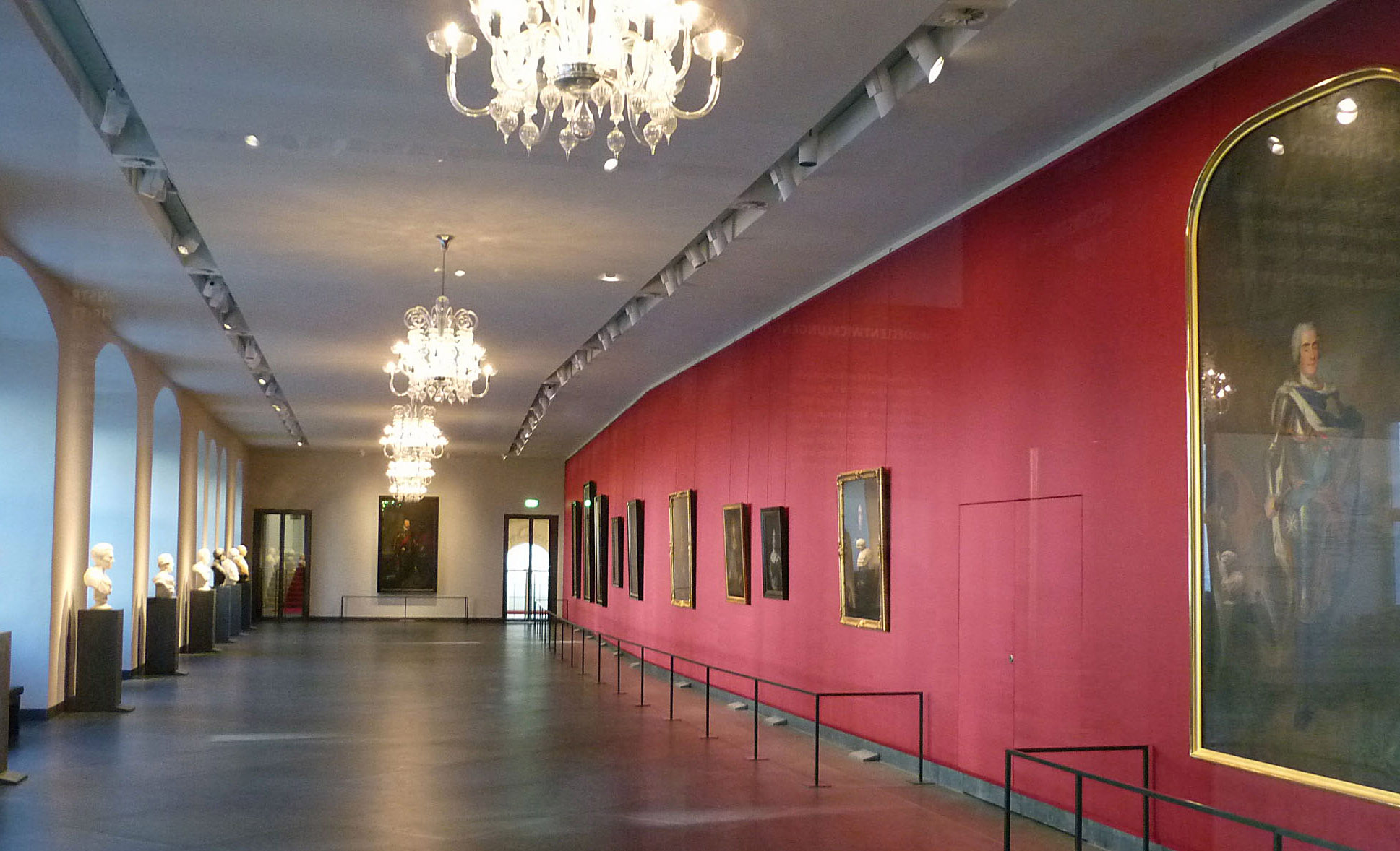
Blick in die Fürstengalerie mit den Gemälden sächsischer Kurfürsten
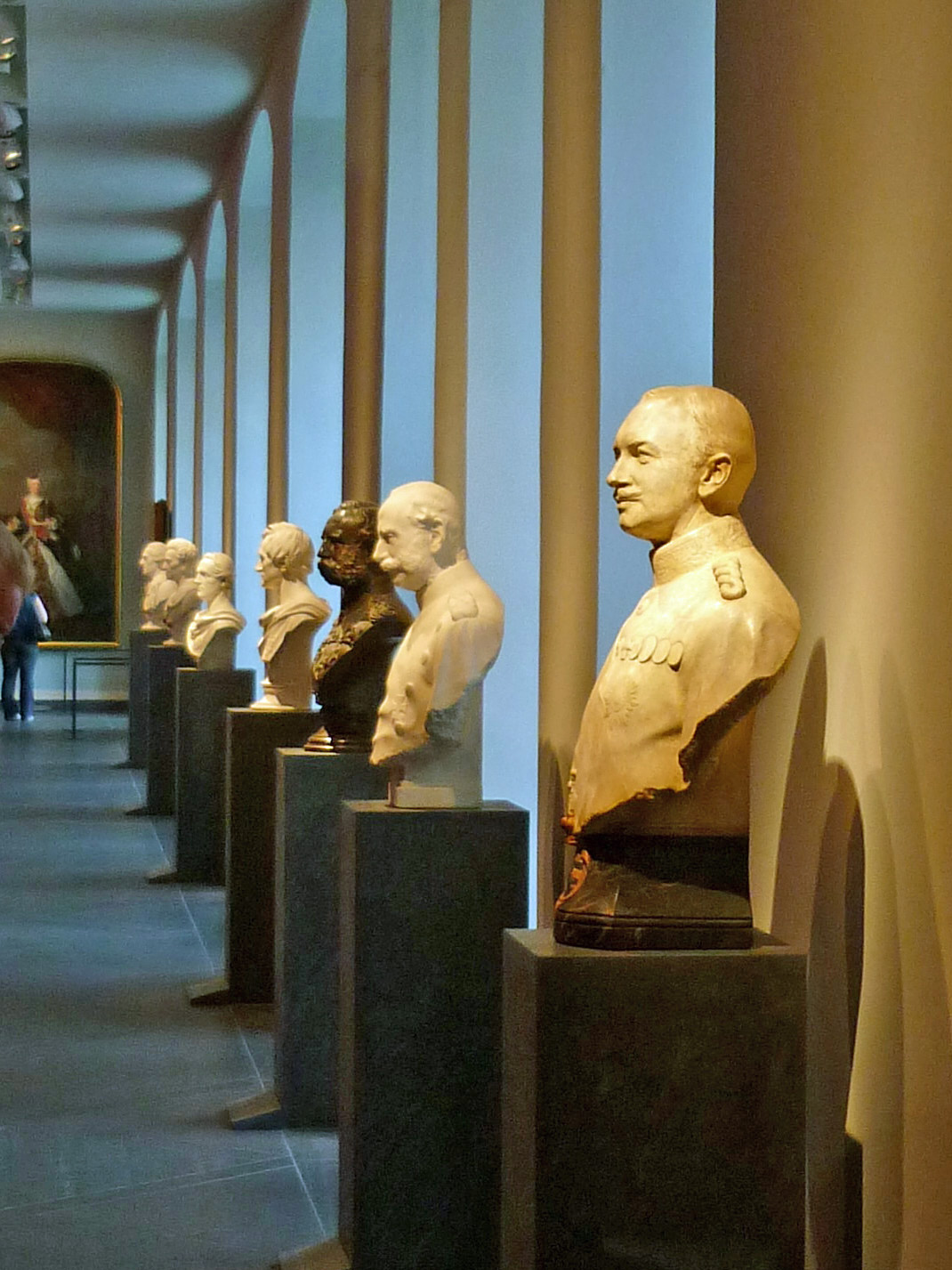
Bildnisbüsten sächsischer Könige in der Fürstengalerie